# Валківська міська територіальна громада
Валківська міська громада — територіальна громада в Україні, в Богодухівському районі Харківської області. Адміністративний центр — місто Валки.
Площа громади — 1019.0 км2, населення громади — 30 791 осіб (2020)
Утворена 12 червня 2020 року шляхом об'єднання Валківської міської ради, Ков’язької і Старомерчицької селищних рад, а також Баранівської, Благодатненської, Мельниківської, Минківської, Новомерчицької, Огульцівської, Олександрівської, Перекіпської, Сидоренківської, Сніжківської, Черемушнянської і Шарівської сільських рад Валківського району Харківської області. Перші вибори міської ради та міського голови Валківської міської громади відбулися 25 жовтня 2020 року.

## Населені пункти
До складу громади входять 1 місто (Валки), 4 селища (Газове, Ков'яги, Привокзальне і Старий Мерчик) та 97 сіл (Баранове, Благодатне, Бугаївка, Бурівка, Бурякове, Буцьківка, Велика Губщина, Велика Кадигробівка, Високопілля, Вишневе, Війтенки, Вільхівське, Водопій, Водяна Балка, Гвоздьове, Гонтів Яр, Гребінники, Гринців Ріг, Гузівка, Данильчин Кут, Добропілля, Довжик, Дорофіївка, Журавлі, Завгороднє, Зайцівка, Заміське, Золочівське (Старомерчицький старостинський округ), Золочівське (Шарівський старостинський округ), Кантакузівка, Катричівка, Кобзарівка, Коверівка, Козаченківка, Колодківка, Конвалії, Корнієнкове, Корсунівка, Корсунове, Косенкове, Костів, Круглик, Крута Балка, Кузьмівка, Лисконоги, Литвинівка, Майдан, Мала Кадигробівка, Манили, Мельникове, Минківка, Михайлівка, Мізяки, Мірошники, Мозолівка, Нестеренки, Новий Мерчик, Новоселівка, Огульці, Олександрівка, Очеретове, Пасічне, Перекіп, Перепелицівка, Петренкове, Піски, Рідкодуб, Різдвяне, Рогівка, Розсохівка, Рудий Байрак, Свинарі, Семківка, Серпневе, Сидоренкове, Симиренківське, Скельки, Сніжків, Соснівка, Старі Валки, Суха Балка, Тетющине, Трохимівка, Тугаївка, Тупицівка, Халимонівка, Хворостове, Черемушна, Шарівка, Шевченкове, Шелудькове, Шийки, Шлях, Щербинівка, Яблунівка, Ясеневе, Яхременки).